# Nuoto alla XXI Universiade
Il nuoto alle Universiadi 2001 si è svolto dal 22 agosto al 1º settembre a Pechino e ha visto lo svolgimento di 40 gare, 20 maschili e 20 femminili.

## Medagliere
| Posizione | Paese       |    |    |   | Totale |
| --------- | ----------- | -- | -- | - | ------ |
| 1         | Stati Uniti | 11 | 11 | 9 | 31     |
| 2         | Giappone    | 8  | 7  | 6 | 21     |
| 3         | Ucraina     | 7  | 4  | 2 | 13     |
| 4         | Cina        | 4  | 2  | 6 | 12     |
| 5         | Italia      | 3  | 3  | 0 | 6      |
| 6         | Polonia     | 2  | 1  | 0 | 3      |
| 6         | Romania     | 2  | 1  | 0 | 3      |
| 8         | Russia      | 1  | 3  | 4 | 8      |
| 9         | Francia     | 1  | 1  | 5 | 7      |
| 10        | Rep. Ceca   | 1  | 1  | 3 | 5      |
| 11        | Germania    | 1  | 1  | 0 | 2      |
| 12        | Regno Unito | 1  | 0  | 2 | 3      |
| 13        | Australia   | 1  | 0  | 0 | 1      |
| 14        | Svizzera    | 0  | 1  | 0 | 1      |
| 14        | Canada      | 0  | 1  | 0 | 1      |
| 16        | Ungheria    | 0  | 0  | 1 | 1      |
| 16        | Slovenia    | 0  | 0  | 1 | 1      |
| 16        | Paesi Bassi | 0  | 0  | 1 | 1      |

## Podi

### Uomini
| Evento               | Oro                                                                         | Perform. | Argento                                                                        | Perform. | Bronzo                                                                    | Perform. |
| Stile libero         |                                                                             |          |                                                                                |          |                                                                           |          |
| 50 m                 | Bartosz Kizierowski                                                         | 22"30    | Vyacheslav Shyrshov                                                            | 22"48    | Tomohiro Yamanoi                                                          | 22"62    |
| 100 m                | Romain Barnier                                                              | 49"39    | Bartosz Kizierowski                                                            | 49"65    | Vyacheslav Shyrshov                                                       | 49"81    |
| 200 m                | Clay Kirkland                                                               | 1'50"03  | Matteo Pelliciari                                                              | 1'50"21  | Daniel Ketchum                                                            | 1'50"59  |
| 400 m                | Igor Snitko                                                                 | 3'51"49  | Dragoș Coman                                                                   | 3'52"24  | Shunichi Fujita                                                           | 3'53"65  |
| 800 m                | Igor Snitko                                                                 | 7'59"52  | Shunichi Fujita                                                                | 8'00"16  | Brendan Neligan                                                           | 8'02"18  |
| 1500 m               | Igor Snitko                                                                 | 15'14"43 | Luca Baldini                                                                   | 15'16"14 | John Cole                                                                 | 15'23"31 |
| Dorso                |                                                                             |          |                                                                                |          |                                                                           |          |
| 50 m                 | Peter Marshall Mariusz Siembida                                             | 25"79    |                                                                                |          | Todd Smolinski                                                            | 25"99    |
| 100 m                | Peter Marshall                                                              | 54"74    | Todd Smolinski                                                                 | 55"94    | Volodymyr Nikolaychuk                                                     | 56"12    |
| 200 m                | Bryce Hunt                                                                  | 2'00"20  | Simon Dufour                                                                   | 2'00"38  | Yu Rui                                                                    | 2'00"55  |
| Rana                 |                                                                             |          |                                                                                |          |                                                                           |          |
| 50 m                 | Oleg Lisogor                                                                | 27"99    | Remo Lütolf                                                                    | 28"02    | Adam Whitehead                                                            | 28"33    |
| 100 m                | Oleg Lisogor                                                                | 1'02"00  | Ryosuke Imai                                                                   | 1'02"25  | Richárd Bodor                                                             | 1'02"44  |
| 200 m                | Davide Rummolo                                                              | 2'14"98  | Michele Vancini                                                                | 2'15"00  | Tony de Pellegrini                                                        | 2'15"36  |
| Farfalla             |                                                                             |          |                                                                                |          |                                                                           |          |
| 50 m                 | Kohei Kawamoto Burl Reid                                                    | 24"31    |                                                                                |          | Igor Marchenko                                                            | 24"40    |
| 100 m                | Igor Marchenko                                                              | 52"78    | Andriy Serdinov                                                                | 52"88    | Kohei Kawamoto                                                            | 53"62    |
| 200 m                | Andrew Mahaney                                                              | 1'58"25  | Jeffrey Somensatto                                                             | 1'59"00  | Hisayoshi Tanaka                                                          | 1'59"22  |
| Misti                |                                                                             |          |                                                                                |          |                                                                           |          |
| 200 m                | Takahiro Mori                                                               | 2'02"34  | Kevin Clements                                                                 | 2'02"35  | Peter Mankoč                                                              | 2'03"37  |
| 400 m                | Kevin Clements                                                              | 4'17"82  | Carlos Sayao                                                                   | 4'21"75  | Timothy Siciliano                                                         | 4'22"80  |
| Staffette            |                                                                             |          |                                                                                |          |                                                                           |          |
| 4x100 m stile libero | Regno Unito Matthew Kidd Alex Scotcher Chris Cozens Paul Belk               | 3'20"18  | Stati Uniti Matthew Macedo Kicker Vencill Matthew Brado Scott VonSchoff        | 3'20"58  | Francia Romain Barnier Nicolas Kintz Sébastien Lecqueux Hugo Viart        | 3'20"71  |
| 4x200 m stile libero | Italia Andrea Beccari Nicola Selleri Matteo Pelliciari Federico Cappellazzo | 7'20"34  | Stati Uniti Clay Kirkland Scott VonSchoff Mark Warkentin Daniel Ketchum        | 7'23"62  | Francia Romain Barnier Sven Becquet Nicolas Kintz Hugo Viart              | 7'23"71  |
| 4x100 m misti        | Stati Uniti Matthew Ulrickson Jeremy McDonnell Matthew Pierce Gregory Busse | 3'39"49  | Ucraina Andriy Serdinov Vyacheslav Shyrshov Volodymyr Nikolaychuk Oleg Lisogor | 3'40"44  | Francia Romain Barnier Tony De Pellegrini Simon Dufour Sébastien Lecqueux | 3'41"20  |

### Donne
| Evento               | Oro                                                                     | Perform. | Argento                                                               | Perform. | Bronzo                                                                         | Perform. |
| Stile libero         |                                                                         |          |                                                                       |          |                                                                                |          |
| 50 m                 | Han Xue                                                                 | 25"62    | Olga Mukomol                                                          | 25"72    | Suze Valen                                                                     | 26"00    |
| 100 m                | Petra Dallmann                                                          | 55"73    | Han Xue                                                               | 55"81    | Jennifer Crisman                                                               | 56"50    |
| 200 m                | Camelia Potec                                                           | 1'59"45  | Nadezhda Chemezova                                                    | 1'59"79  | Sarah Tolar                                                                    | 2'01"00  |
| 400 m                | Camelia Potec                                                           | 4'11"41  | Rachel Komisarz                                                       | 4'12"26  | Sachiko Yamada                                                                 | 4'13"01  |
| 800 m                | Yana Klochkova                                                          | 8'36"37  | Jana Pechanová                                                        | 8'38"50  | Sachiko Yamada                                                                 | 8'38"59  |
| 1500 m               | Sachiko Yamada                                                          | 16'19"44 | Rachel Komisarz                                                       | 16'31"18 | Jana Pechanová                                                                 | 16'34"00 |
| Dorso                |                                                                         |          |                                                                       |          |                                                                                |          |
| 50 m                 | Ilona Hlavacková                                                        | 29"04    | Mai Nakamura                                                          | 29"22    | Susan Woessner                                                                 | 29"50    |
| 100 m                | Mai Nakamura                                                            | 1'01"45  | Susan Woessner                                                        | 1'02"48  | Ilona Hlavacková                                                               | 1'02"88  |
| 200 m                | Reiko Nakamura                                                          | 2'11"88  | Tomoko Hagiwara                                                       | 2'13"26  | Roxana Maracineanu                                                             | 2'15"42  |
| Rana                 |                                                                         |          |                                                                       |          |                                                                                |          |
| 50 m                 | Tara Kirk                                                               | 32"12    | Kristen Woodring                                                      | 32"63    | Yelena Bogomazova                                                              | 32"64    |
| 100 m                | Xu Shan                                                                 | 1'09"45  | Zhang Yi                                                              | 1'10"16  | Yuko Sakaguchi                                                                 | 1'10"71  |
| 200 m                | Yuko Sakaguchi                                                          | 2'29"64  | Anne Poleska                                                          | 2'30"67  | Zhang Yi                                                                       | 2'31"97  |
| Farfalla             |                                                                         |          |                                                                       |          |                                                                                |          |
| 50 m                 | Bethany Goodwin                                                         | 27"18    | Rachel Komisarz                                                       | 27"26    | Zheng Xi                                                                       | 27"37    |
| 100 m                | Irina Bespalova                                                         | 59"69    | Nataliya Sutyagina                                                    | 59"80    | Rachel Komisarz                                                                | 59"95    |
| 200 m                | Yūko Nakanishi                                                          | 2'09"84  | Yekatrina Vinogradova                                                 | 2'11"09  | Margaretha Pedder                                                              | 2'12"48  |
| Misti                |                                                                         |          |                                                                       |          |                                                                                |          |
| 200 m                | Yana Klochkova                                                          | 2'14"13  | Tomoko Hagiwara                                                       | 2'15"11  | Liang Shuang                                                                   | 2'15"76  |
| 400 m                | Federica Biscia Liang Shuang                                            | 4'45"85  |                                                                       |          | Hana Černá-Netrefová                                                           | 4'46"18  |
| Staffette            |                                                                         |          |                                                                       |          |                                                                                |          |
| 4x100 m stile libero | Stati Uniti Jennifer Crisman Tanica Jaimson Monica Williams Sarah Tolar | 3'44"47  | Cina Han Xue Liang Shuang Zheng Xi Li Jin                             | 3'46"24  | Giappone                                                                       | 3'47"25  |
| 4x200 m stile libero | Stati Uniti Sarah Tolar Rachel Komisarz Monica Williams Kim Black       | 8'10"68  | Giappone                                                              | 8'11"34  | Cina Han Xue                                                                   | 8'14"13  |
| 4x100 m misti        | Cina Han Xue Yang Fan Zheng Xi Xu Shan                                  | 4'07"41  | Stati Uniti Susan Woessner Tara Kirk Bethany Goodwin Jennifer Crisman | 4'08"22  | Russia Nadezhda Chemezova Elena Bogomazova Natal'ja Sutigina Marina Chepurkova | 4'10"20  |